# Marc Valeri Homul·le
Marc Valeri Homul·le (en llatí Marcus Valerius Homullus) va ser un magistrat romà del segle ii. Formava part de la gens Valèria, una antiga gens romana d'origen sabí.
Va ser nomenat cònsol romà sota l'emperador Antoní Pius l'any 152 junt amb Mani Acili Glabrió Gneu. Era probablement descendent de Tit Homul·le, que Plini el Jove menciona com un orador que vivia en el seu temps.